# زنبورهای مرده روی کیک
«زنبورهای مرده روی کیک» (به انگلیسی: Dead Bees on a Cake) آلبومی از هنرمند موسیقی تجربی اهل انگلستان دیوید سیلوین است که سال ۱۹۹۹ میلادی منتشر شد و به رتبهٔ ۳۱ در چارت آلبوم‌های بریتانیا دست یافت.

## فهرست آهنگ‌ها
تمام ترانه‌ها ساختهٔ دیوید سیلوین هستند مگر آنجا که سازنده قید شده باشد.
1. "I Surrender" – 9:24
2. "Dobro #1" (Sylvian, Bill Frisell) – 1:30
3. "Midnight Sun" (Sylvian, Johnny Moore, Charles Brown, Eddie Williams) – 4:00
4. "Thalheim" – 6:07
5. "God Man" – 4:02
6. "Alphabet Angel" – 2:06
7. "Krishna Blue" – 8:08
8. "The Shining of Things" – 3:09
9. "Cafe Europa" – 6:58
10. "Pollen Path" – 3:25
11. "All of My Mother's Names" – 6:11
12. "Wanderlust" – 6:43
13. "Praise" (Shree Maa, Sylvian)– 4:02
14. "Darkest Dreaming" (Sylvian, جیوان گاسپاریان)– 4:01